# Hosokawa Fujitaka
Hosokawa Fujitaka (細川 藤孝?; 3 giugno 1534 – 6 ottobre 1610), conosciuto anche come Hosokawa Yūsai (細川 幽斎?),  è stato un daimyō giapponese del periodo Sengoku, tra i più noti servitori di Ashikaga Yoshiaki e successivamente di Oda Nobunaga. Faceva parte di un ramo del clan Hosokawa.

## Biografia
Fujitaka era figlio di Mibuchi Harusada ed era stato adottato dalla famiglia Hosokawa da Hosokawa Mototsune. Membro della corte degli Ashikaga fu inizialmente al servizio di Yoshiteru. Nel 1565 Yoshiteru fu assassinato e Fujitaka lasciò la capitale Kyoto, unendosi ad Ashikaga Yoshiaki. Dopo che Oda Nobunaga fece diventare shōgun Yoshiaki nel 1568, Fujitaka continuò ad agire come suo consigliere. Nel 1573 Yoshiaki fu cacciato da Kyoto da Nobunaga, che tuttavia mantenne Fujitaka nel suo ruolo, poiché quest'ultimo era un noto studioso, poeta e un amministratore di qualità. 
Nel 1580 Fujitaka ricevette un grande feudo nella provincia di Tango dove rimase fino alla morte. Nel 1582 Akechi Mitsuhide uccise Oda Nobunaga e si rivolse a Fujitaka per avere il supporto. Anche se legato a Mitsuhide attraverso il matrimonio di suo figlio Tadaoki con la figlia di Mitsuhide, Fujitaka rifiutò. In seguito divenne un consigliere di Toyotomi Hideyoshi fungendo anche da assistente culturale.
Fujitaka si unì a Hideyoshi nella campagna di Kyūshū (1587) e nella campagna di Odawara (1590). Dopo la morte di Hideyoshi nel 1598, si ritirò, ma nel 1600 fu contattato dai seguaci di Ishida Mitsunari che speravano che la sua lealtà ai Toyotomi potesse ancora essere di aiuto. Tuttavia Fujitaka scese in campo al fianco di Tokugawa Ieyasu. 
Come generale nell'esercito orientale, presidiò il castello di Tanabe con circa 500 soldati. Quando il castello fu assediato dall'esercito occidentale, il generale che comandava l'assedio nutriva un grande rispetto per Fujitaka. A causa di ciò all'attacco mancava il solito spirito guerriero degli assedi samurai: gli aggressori si divertivano a sparare alle pareti con cannoni carichi solo di polvere da sparo. Fujitaka si arrese solo dopo un decreto imperiale dell'imperatore Go-Yōzei. Questo assedio avvenne qualche giorno prima della battaglia di Sekigahara, e né lui né i suoi attaccanti furono in grado di unirsi alla battaglia.
Successivamente visse dieci anni in ritiro a Kyoto continuando i suoi studi storici e di poesia, arti nelle quali eccelleva.
Venne succeduto dal figlio Tadaoki.